# Excoecaria grahamii
Excoecaria grahamii là một loài thực vật có hoa trong họ Đại kích. Loài này được Stapf mô tả khoa học đầu tiên năm 1906.